# Ratio (Handelsunternehmen)
Die Ratio GmbH & Co. KG mit Sitz im westfälischen Münster war eine Unternehmensgruppe aus Handels- und Dienstleistungsunternehmen. Die Ratio-Gruppe hat im März 2011 das operative Geschäft der Ratio-Einkaufszentren, der Ratio-Fachmärkte und der Ratio-Großmärkte an mehrere deutsche Handelsunternehmen verkauft. Die zumeist eigenen Immobilien blieben bei Ratio und sind über langlaufende Verträge an die Käufer des operativen Geschäftes verpachtet. Die Ratio GmbH & Co. KG wurde nachfolgend in RATIO Immobilien GmbH umfirmiert.

## Unternehmensstruktur
Die Ratio-Gruppe betrieb bis März 2011 insgesamt acht C&C-Großmärkte auf der Loddenheide in Münster, in Osnabrück, Bielefeld, Ratingen, Bochum, Hagen, Limburg sowie in Laatzen. Neben diesen nur für Gewerbetreibende gedachten Märkten existieren zwölf Einkaufszentren für Endverbraucher an den Standorten Baunatal, Bielefeld, Bochum, Brinkum, Gohfeld, Laatzen, Münster-Gievenbeck, Münster-Loddenheide, Osnabrück, Ratingen, Stadthagen und Trier, außerdem zwei Fachmärkte in Limburg-Offheim und Oer-Erkenschwick.
Im Bereich des Dienstleistungssektors gehören folgende verschiedene Dienstleister zur Unternehmensgruppe:
- EnKL, ein Energiedienstleister
- Central-Import, ein internationaler Händler mit Hauptaugenmerk auf dem Frucht- und Obstsektor
- Ratio Erdöl GmbH & Co. KG, betreibt Handel mit Mineralölprodukten sowie die konzerneigenen Tankstellen
- Ratio Versicherungsagentur, eine Versicherungsagentur für Gewerbe und privat
- Ratio Reiseland, Franchisenehmer der Firma Reiseland
- Hotel Breitenburg, Hotellerie

## Geschichte

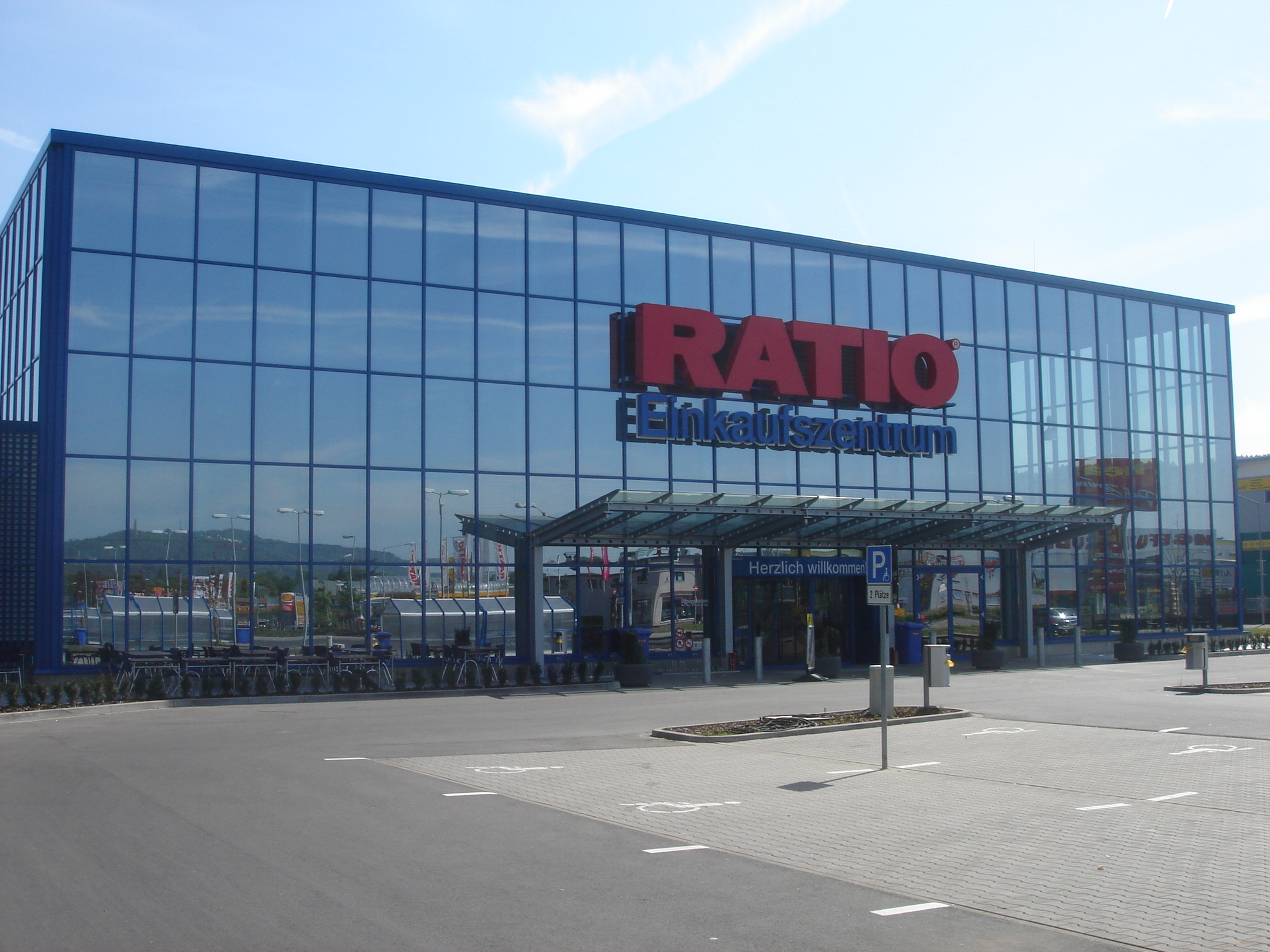
Das Ratio Einkaufszentrum Trier im April 2007

Die Gründung des Unternehmens fand im Jahre 1774 statt. Damals befand sich der Sitz noch in Greven, da dort an der Ems der Binnenhafen für das Münsterland lag. Das Unternehmen betrieb zunächst Handel mit Kolonialwaren. Im Jahre 1825 eröffnete es in Greven ein neues Lagerhaus sowie Kontor, bevor es im Jahre 1883 den Sitz nach Münster verlegte. Gründe für diesen Umzug waren der Anschluss an die Eisenbahn und der geplante Bau des Dortmund-Ems-Kanals sowie des Hafens in Münster.
1931 musste die Firma der Familie Terfloth wegen Illiquidität Konkurs anmelden. Der damalige Geschäftsführer Fritz Terfloth konnte jedoch einen Teil des Warenlagers an sich bringen. Sein damaliger Lehrling Egbert Snoek fuhr für Terfloth über Land und verkaufte die Vorräte. Vom erzielten Kapital erfolgte die Neugründung der Firma durch Fritz Terfloth. Snoek wurde zunächst zum Prokuristen bestellt, ab 1943 wurde Egbert Snoek gleichberechtigter Partner, die Firma trug nun den Namen Terfloth & Snoek.
Im Jahre 1947, nach dem Ende des Zweiten Weltkrieges, eröffnete das Unternehmen einen ersten Großhandel für Lebensmittel auf der Loddenheide in Münster. Im Jahre 1952 führte es als erstes Unternehmen in Deutschland die Auftragskonzentration im Großhandel ein, auch als „Ratio-System“ bezeichnet, aus dem sich letztendlich der Name der Unternehmensgruppe ableitete. Mit der Eröffnung des Großmarktes in Bochum im Jahre 1957 führte Ratio als erster Lebensmittelgroßhändler in Europa die Selbstbedienung mit sofortiger Barzahlung ein, das so genannte Cash & Carry System (C&C), das Vorbild für viele andere Großhändler sein sollte. Mit der Eröffnung des Ratio Markt Münster im Jahre 1963 konnten erstmals auch Endverbraucher beim Unternehmen einkaufen. 2001 erzielte Ratio einen Umsatz von fast 1 Milliarde Euro mit 2.900 Beschäftigten.
Der Jahresumsatz im Geschäftsjahr 2006 betrug rund 829 Millionen Euro brutto mit 2.459 Beschäftigten. Zu Ratio gehört eine Grundstücksfläche von 916.000 m², davon 95 % als Eigentum und eine Gebäudefläche von 365.000 m².
Am 29. September 2010 vereinbarten die Ratio Handel GmbH & Co. KG und die Edeka-Gruppe die Übernahme von 19 aller 22 Märkte durch Edeka – vorbehaltlich der Genehmigung durch die Kartellbehörden. Während Edeka alle Arbeitnehmer in den aufgekauften Märkten übernehmen wollte, wurden in der Konzernzentrale von Ratio 170 von 200 Stellen „sozialverträglich abgebaut“. Noch zwei Monate zuvor, im Juli 2010, hatte sich Hendrik Snoek vehement gegen Verkaufsspekulationen gewehrt. Es gebe zu diesem Zeitpunkt keine Verkaufsabsichten.
Snoek nannte als Grund für den Verkauf die geringen Chancen, dauerhaft am Markt bestehen zu können. Die Umsatzunterschiede der Unternehmen (Ratio: ca. 600 Millionen Euro gegenüber teils zweistelligen Milliardenbeträgen der Konkurrenz) seien zu groß.
Am 30. September 2019 wurde bekannt, dass die vier Ratio-Großmärkte von der Edeka Hessenring abgegeben werden. Die beiden Ratio-Großmärkte in Bielefeld und Bochum wurden zum 18. Januar 2020 an die EFS Edeka Foodservice übergehen. Die beiden Ratio-Großmärkte in Hagen und Ratingen werden seit dem 1. Februar 2020 unter dem Namen Handelshof geführt.

## Ehemalige Ratio-Märkte
| Filiale                                              | Ort                 | Nachfolge | Flaggt als                                                                                           |
| ---------------------------------------------------- | ------------------- | --- | --- |
| Ratio Einkaufszentrum (Ratio Land Baunatal)          | Baunatal            | MK-Warenvertriebs GmbH, Melsungen (Marktkauf-Tochtergesellschaft der Edeka Hessenring) | Ratio                                                                                                |
| Ratio Einkaufszentrum (novo Einkaufszentrum)         | Bielefeld           | Famila Handelsmarkt Neumünster GmbH & Co. KG, Kiel (Famila Nordost) | Famila                                                                                               |
| Ratio Einkaufszentrum (ehemals novo Einkaufszentrum) | Brinkum (Stuhr)     | Frischemärkte Borkum GmbH, Wiefelstede (Tochtergesellschaft der Edeka Minden-Hannover) | Marktkauf                                                                                            |
| Ratio Einkaufszentrum (novo Fachmarkt)               | Limburg-Offheim     | Herkules Bau- & Gartenmarkt (Rheika-Delta Warenhandelsgesellschaft mbh, Melsungen) | Herkules Bau- & Gartenmarkt                                                                          |
| Ratio Einkaufszentrum                                | Laatzen             | Kaufland Vertrieb 124 GmbH & o. KG, Neckarsulm | Kaufland                                                                                             |
| Ratio Einkaufszentrum                                | Löhne-Gohfeld       | Famila Handelsmarkt Neumünster GmbH & Co. KG, Kiel (bis 2013) Gebäude danach leerstehend (2013 bis 2020), später abgerissen (2020/21) und durch Neubau ersetzt (2021/22) für Globus Holding GmbH & Co. KG (seit 2022) | Globus                                                                                               |
| Ratio Einkaufszentrum                                | Münster-Loddenheide | Marktkauf Einzelhandelsgesellschaft mbH, Moers (Tochtergesellschaft der Edeka Rhein-Ruhr), Bau- und Gartenmarktteil abgetrennt und an Hellweg abgegeben                                                               | Marktkauf (SB-Warenhaus) Hellweg (Bau- und Gartenmarktteil)                                          |
| Ratio Einkaufszentrum                                | Münster-Gievenbeck  | Marktkauf Einzelhandelsgesellschaft mbH, Moers (Tochtergesellschaft der Edeka Rhein-Ruhr) | Marktkauf (SB-Warenhaus) Hellweg Baumarkt (Baumarkt-Gebäude)                                         |
| Ratio Einkaufszentrum (novo Fachmarkt)               | Oer-Erkenschwick    | Toom Baumarkt | Toom Baumarkt                                                                                        |
| Ratio Einkaufszentrum (novo Einkaufszentrum)         | Osnabrück           | Kaufland Vertrieb 124 GmbH & o. KG, Neckarsulm | Kaufland                                                                                             |
| Ratio Einkaufszentrum (novo Einkaufszentrum)         | Ratingen            | Marktkauf Einzelhandelsgesellschaft mbH, Moers (Tochtergesellschaft der Edeka Rhein-Ruhr) | Ratio Einkaufszentrum, schloss am 31.12.2022 wurde durch einen Marktkauf in einem ehem. Real ersetzt |
| Ratio Einkaufszentrum                                | Stadthagen          | Kaufland Vertrieb 138 GmbH & o. KG, Neckarsulm / Media Markt | Kaufland/Media-Markt                                                                                 |
| Ratio Einkaufszentrum                                | Trier               | neukauf Markt GmbH, Offenburg (Edeka Center im Ratio Einkaufszentrum, Edeka Südwest) | u. a. Edeka Center                                                                                   |
| Ratio Großmarkt                                      | Bielefeld           | EDEKA Foodservice Stiftung, Offenburg, zuvor RM Großmarkt GmbH Melsungen (Tochtergesellschaft der EDEKA Hessenring)                                                                                                   | EDEKA Foodservice                                                                                    |
| Ratio Großmarkt                                      | Bochum              | EDEKA Foodservice Stiftung, Offenburg, zuvor RM Großmarkt GmbH Melsungen (Tochtergesellschaft der EDEKA Hessenring)                                                                                                   | EDEKA Foodservice                                                                                    |
| Ratio Großmarkt                                      | Hagen               | Handelshof Arnsberg GmbH & Co. KG (Tochtergesellschaft der EDEKA Foodservice), zuvor RM Großmarkt GmbH Melsungen (Tochtergesellschaft der EDEKA Hessenring)                                                           | Handelshof                                                                                           |
| Ratio Großmarkt                                      | Laatzen             | Frischemärkte Borkum GmbH, Wiefelstede (Tochtergesellschaft der Edeka Minden-Hannover) | inzwischen geschlossen                                                                               |
| Ratio Großmarkt                                      | Limburg-Offheim     | Brülle & Schmeltzer GmbH & Co. KG, Lippstadt | SB Zentralmarkt                                                                                      |
| Ratio Großmarkt                                      | Münster             | Brülle & Schmeltzer GmbH & Co. KG, Lippstadt | SB Zentralmarkt                                                                                      |
| Ratio Großmarkt                                      | Osnabrück           | Brülle & Schmeltzer GmbH & Co. KG, Lippstadt | SB Zentralmarkt                                                                                      |
| Ratio Großmarkt                                      | Ratingen            | Handelshof Haan GmbH & Co. KG (Tochtergesellschaft der EDEKA Foodservice), zuvor RM Großmarkt GmbH Melsungen (Tochtergesellschaft der EDEKA Hessenring)                                                               | Handelshof                                                                                           |
| Ratio Warenhaus                                      | Bochum              | Ratio K.O. Posten-Markt bis Ende Juni 2011, altes Gebäude abgerissen und durch Neubau ersetzt | Kaufland                                                                                             |